# Ingriens
Les  Ingriens ou Ijoriens (inkerikot, isurit, ižoralaine, inkeroine, ižora, ingermans, ingers, ingrian), sont avec les Votes un peuple autochtone de l'Ingrie.

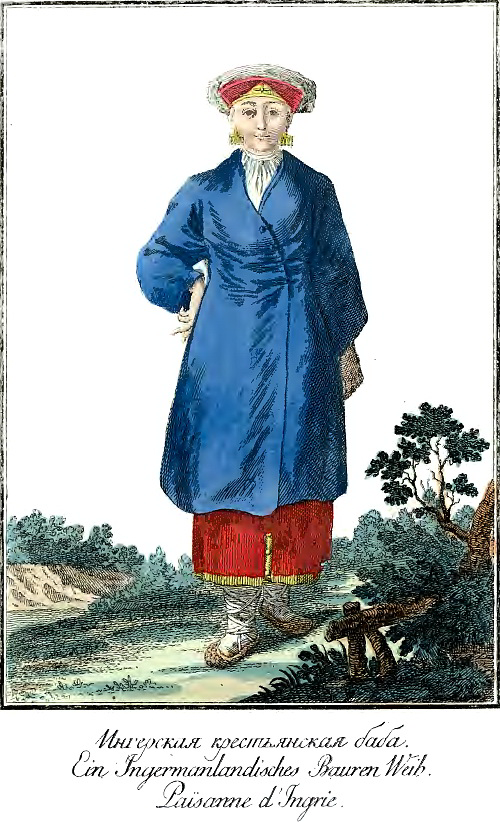
Une femme Ingrienne en costume traditionnel

## Démographie
Lors du recensement russe de 1926, 26 100 personnes se sont déclarées Ingriennes et en Estonie près de  1 000 personnes.
À la fin de la Seconde Guerre mondiale il restait 1 062 Ingriens.
De nos jours, on peut encore rencontrer des Ingriens dans la partie occidentale de l'Ingrie, entre le fleuve Narva et le fleuve Neva, qui appartient actuellement à la Russie.

## Culture
Les Ingriens parlant la langue ingrienne se comptent en centaines.
Les principales régions d'habitation sont:
| Région      | Nombre de locuteurs | Réf.  |
| ----------- | ------------------- | ----- |
| Russie      | 266                 | [ 3 ] |
| Ukraine     | 812                 | [ 1 ] |
| Estonie     | 358                 | [ 2 ] |
| Biélorussie | 8                   | [ 4 ] |

## Religion
En 1534, l’archevêque de Novgorod écrit que « les Ingriens sont les serviteurs des forêts, des pierres, des rivières, des lacs, des marais, des baies, des montagnes, des collines, du soleil, de la lune et des étoiles, et qu'ils se prosternent en direction du lever du soleil.
Les Ingriens offrent à leurs dieux des victimes comme des animaux domestiques. L'arbui choisit le nom des enfants. Entre autres rituels, ils observent le kalmo c'est-à-dire l'offrande de repas aux morts. »
De nos jours les Ingriens sont de religion orthodoxe à la différence des Finnois d'Ingrie venus de la région de l'actuelle Finlande qui sont majoritairement luthériens.